# 新克羅皮夫尼克
49°13′0″N 23°18′37″E / 49.21667°N 23.31028°E
新克羅皮夫尼克（烏克蘭語：Новий Кропивник），是烏克蘭的村落，位於該國西部利沃夫州，由德羅霍貝奇區負責管轄，始建於1439年，面積32.5平方公里，2001年人口1,175，人口密度每平方公里36.15人。